# Stade Jules-Soulé
Le stade Jules-Soulé, ou terrain de Sarrouilles était un stade de rugby situé sur la commune de Séméac. Bati en 1907, le terrain de Sarrouilles, est renommé stade Jules-Soulé en 1945 en l'honneur de l'ancien joueur emblématique devenu président et mécène, fut jusqu'au début des années 1970 le stade où évoluait le Stadoceste tarbais ,. À la suite du déménagement du club, le stade est peu à peu laissé à l'abandon, alors que le Stado entre dans une période de déclin.
Le Grand Tarbes,  avant de devenir la Communauté d'agglomération Tarbes-Lourdes-Pyrénées a acquis ce bien en 2004, avant de le céder à la commune de Séméac en 2011, afin d'y construire une maison de retraite médicalisée.
Aujourd'hui détruit et remplacé par le moderne stade Maurice-Trélut, Jules Soulé reste ancré dans les mémoires du rugby français. Stade « à l'anglaise » avec des tribunes en bois construit en 1907, le stade de Sarrouilles était réputé pour la ferveur et la proximité des supporters.
De nombreux projets de réaménagement du stade ont été envisagés, avant sa destruction définitive. La tribune d'honneur qui pouvait contenir plus d'un millier de spectateurs est toujours debout, sa charpente en chêne ayant résisté aux ravages du temps.

## Histoire

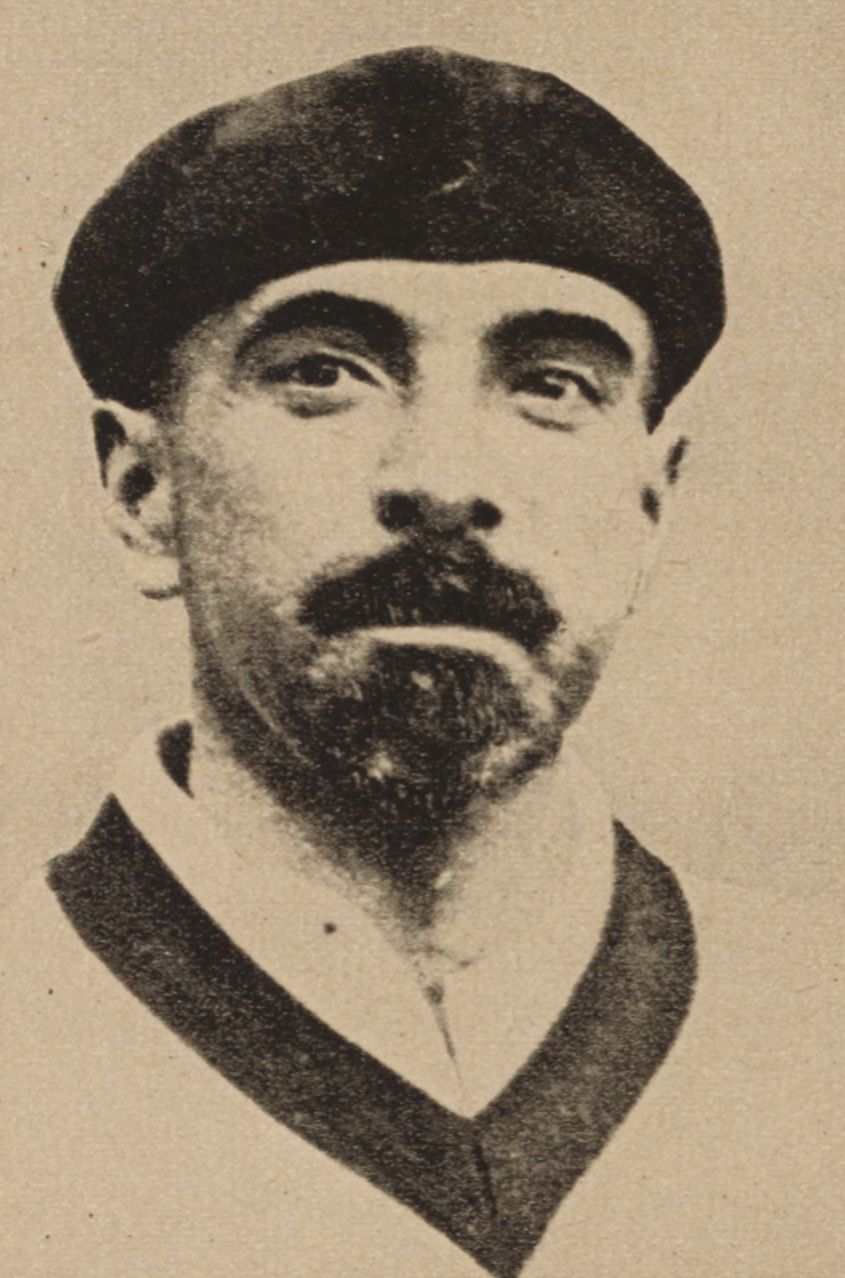
Jules Soulé en 1923. Soulé était un personnage emblématique du rugby tarbais.

Premier club sportif créé à Tarbes, le Ceste tarbais – nommé après le gantelet de cuir de bœuf, armé de plaques de métal, que les lutteurs adaptaient aux deux poings durant l’antiquité — est fondé en mai 1901. C'est un club destiné à la pratique de sports individuels comme l'escrime, ou la boxe. Toutefois, des rugbymen bigourdans fondent le 4 octobre 1901 le Stade tarbais. 
Ces deux « sociétés » fusionnent en 1902 pour former le Stade-Ceste qui devint dans le parler populaire : le Stadoceste ou Stado. Dans cette première équipe, on remarque Jules Soulé et Maurice Trélut. 
Initialement, le nouveau Stado prend ses marques sur les rives de l'Échez, sur le terrain des bataillons du 53e régiment d'infanterie. Les infrastructures sont sommaires, le terrain de jeu étant délimité par des piquets et fils de fer. 
Le club déménage ensuite au terrain de Lacaussade, un pré loué à l’entrepreneur Calestrémé. En raison de la présence d'une blanchisserie, la cohabitation n'est pas simple et le Stado est hasardeux. Ainsi, le Stadoceste est contraint de se replier régulièrement vers le champ de manœuvre et la recherche d’un nouveau terrain devient urgente en 1906.
Le choix initial se porte sur un terrain appartenant à l'asile Saint-Frai, mais cette piste doit être abandonnée. 
Finalement, Jules Soulé, alors simple joueur, se tourne alors vers la commune de Séméac au sujet du terrain dit route de Sarrouilles.  
Le stade est ainsi inauguré le 17 novembre 1907 à l’occasion d’une victoire face au Bordeaux Etudiants Club (7-0).

### Années 1910
Le stade est le théâtre d'une grande rivalité avec le Stade toulousain en raison du fait que seul le vainqueur du comité des Pyrénées était qualifié pour les championnats de France.
En 1912, les Bigourdans doivent céder leur place au championnat de France de « rugby-football » au grand rival du Stade toulousain, après un match nul 3-3 à Sarrouilles. Des incidents éclatent dans les tribunes et l’arbitre est évacué sous la protection de la police montée.
Le terrain de Sarrouilles est suspendu pour une durée de 3 ans, et le comité des Pyrénées reste inflexible. En dernier recours, le club propose la création d’un comité Armagnac-Bigorre avec Maurice Trélut pour président. 
Sans surprise, la première décision de ce nouveau comité est d’annuler la suspension de Sarrouilles.

### Première Guerre mondiale
Jules Soulé fait des pieds et des mains pour s'opposer à la réquisition du stade pendant la guerre de 14-18, mais ne peut l'empêcher. Le Stadoceste tarbais est alors mis en sommeil, tous ses membres sans exception étant envoyés au front. Le terrain fut alors réquisitionné comme parc à bestiaux par l’autorité militaire. 
Cette période d'inactivité entraine la création du Club athlétique tarbais, du Tarbes olympique, du Stade tarbais, de l'Étoile sportive tarbaise, du Ludus Pro Patria, du Gallia Club Tarbais, de l'Aiglon sportif tarbais ou encore du Séméac olympique.
En août 1916, cette mosaïque de clubs fusionne pour constituer deux gros clubs : l'Union sportive tarbaise et le Club olympique tarbais (ce dernier étant lui-même issu de la fusion du Club athlétique tarbais et du Tarbes olympique) qui peuvent utiliser le terrain de Sarrouilles libéré de sa réquisition,,. 
Finalement, M. Daubons, président du COT, sollicite Mme. Soulé afin de louer le terrain de Sarrouilles, son terrain d’Aureilhan étant mal clôturé, empêchant une recette les jours de match. Il fut convenu une location annuelle payable par mensualités, qui en cas d'arrêt de la guerre, permettraient néanmoins à son club de conserver le terrain jusqu’au 30 avril. 
A la fusion du COT et de l’UST, M. Crouau, notifia Mme. Soulé que le club du Stade tarbais se substituant à celui du Club olympique tarbais, et prenait à son compte les engagements contractés par M. Daubons. La location continua ainsi jusqu’en 1918. A la fin de la guerre, Soulé et ses camarades du Stadoceste furent de retour à Tarbes. 
Respectueux de rengagement pris, ils permirent au Stade tarbais de terminer sa saison et avertirent qu'ils reprendraient leur terrain le 1er octobre et en aout 1919, date d'expiration do la location. Entre-temps, le Stade tarbais (qui n'ignorait pas son obligation de restituer le terrain au 1er octobre, loua un terrain situé sur la route d’Aureilhan dénommé terrain des Nouvelles Galeries, et sous-loua le terrain de Sarrouilles jusqu’au 1er octobre à un marchand de bestiaux, abîmant la pelouse. 
La rivalité entre les « sociétés » du Stadoceste tarbais et du Stade tarbais est alors à son paroxysme. 
Toutefois, les joueurs du Stade s'éloignent peu à peu du club et la « société » est finalement congédiée. Le Stadoceste reprend alors immédiatement le siège social devenu vacant. S'ensuit une bataille juridique, et les Stadistes, par ministère d’huissier signifient au Stadoceste « qu'ils ont loué le terrain de Sarrouilles jusqu’à la cessation » des hostilités, celles-ci n'étant pas officiellement terminées puisque le décret n’a pas été publié, et qu'ils revendiquent donc la propriété du terrain jusqu’au 1er mai 1920.
Le Stadoceste dépose une plainte à l’Union contre le Stade, dont la devise Ludus pro Pratria apparait bafouée.
Mis en sommeil pendant la Première Guerre mondiale, le « vieux et glorieux Stadoceste de Jules Soulé » d'après le journal L'Auto reprend ses activités au terrain de Sarrouilles, absorbe le Stade tarbais et reprend son appellation de Stadoceste tarbais avant de remporter la Coupe de l'Espérance,.

### Années 1920
Le Stade tarbais emporte son premier championnat de France en 1920 face au Racing club de France (8-3) après avoir vaincu Bergerac (23-5) et le TOEC (16-10). Ils battront ensuite Bordeaux et Perpignan en poules de demi-finales, en évoluant à domicile dans ce stade.

### Années 1930
Le terrain de Sarrouilles est le théâtre d'un épique quart de finale de championnat de France en 1930 entre l'US Carcassonne et le Biarritz olympique, remporté 18 à 3 par les « jaunards ».
Sarrouilles est également utilisé pour le sport scolaire. Ainsi, l'équipe de la Pyrénéenne de Tarbes y affronte celles des Coquelicots du lycée Louis-Barthou de Pau.
Dans les années 30, le terrain de Sarrouilles est mis à disposition de la section athlétisme du Stadoceste tarbais de Gabriel Sempé,recordman de France du 110 mètres haies avec un chrono de 14 s 8, réalisé en 1928,.
En 1933, le Stade Français remet un prix à Jules Soulé pour l'ensemble de son œuvre.
En 1937, le Stade toulousain y affronte RC Narbonne en huitièmes de finale du championnat de France 1936-1937 devant 12000 spectateurs.
Le bouillant Jules Soulé est devenu un personnage emblématique et représentatif du rugby tarbais et bigourdan,.

### Libération
Jules Soulé décède à Tarbes le 12 mai 1945. Le terrain de Sarrouilles est alors officiellement nommé Stade Jules-Soulé.
Des travaux de réfection de grande ampleur sont initiés par Fourisco, le nouveau président du Stado, afin de mettre le terrain de Sarrouilles aux normes. 

### Années 1960
L'école de rugby du Stadoceste, crée en 1960 y évoluait.
Philippe Dintrans y a commencé sa carrière. Le Stadoceste y a disputé ses matches à domicile jusqu'en 1969.

### Abandon
Le 4 janvier 1969 est inauguré le stade Maurice-Trélut à Tarbes, signalant la fin de la glorieuse histoire du stade Jules-Soulé et de ses tribunes en bois.

### Destruction
Le 10 mai 2023, la démolition de la dernière tribune du stade Jules-Soulé est entamée.

## Réputation
« Le stade Jules-Soulé, c'était notre église. »

— Jean-Paul Rey

« Je vis tout de suite des étoiles dans la ligne de trois-quarts du Stadoceste tarbais, et le plaisir des dimanches du stade Jules-Soulé à Sarrouilles ne fut pas moindre qu'aux dimanches de la Croix-du-Prince »

— Denis Lalanne

« On était rentrés aux vestiaires alors que les spectateurs nous jetaient des cailloux. C'était très chaud! »

— André Boniface

« C'était un stade où on était très près du public et ou ça résonnait. Comme, de par ma position, j'étais proche du public, j'entendais tout. Pendant un temps, il y avait un individu qui n'arrêtait pas de m'insulter. Jusqu'au moment où j'ai pu l'identifier. Un jour, j'ai fait volte-face et je lui ai foncé dessus. Il ne lui a rien manqué. Par la suite, le gars m'opposa toujours un grand sourire. Il était devenu prévenant! »

— Jean Sillières

## Galerie

Sélection de vues du stade en 2021.
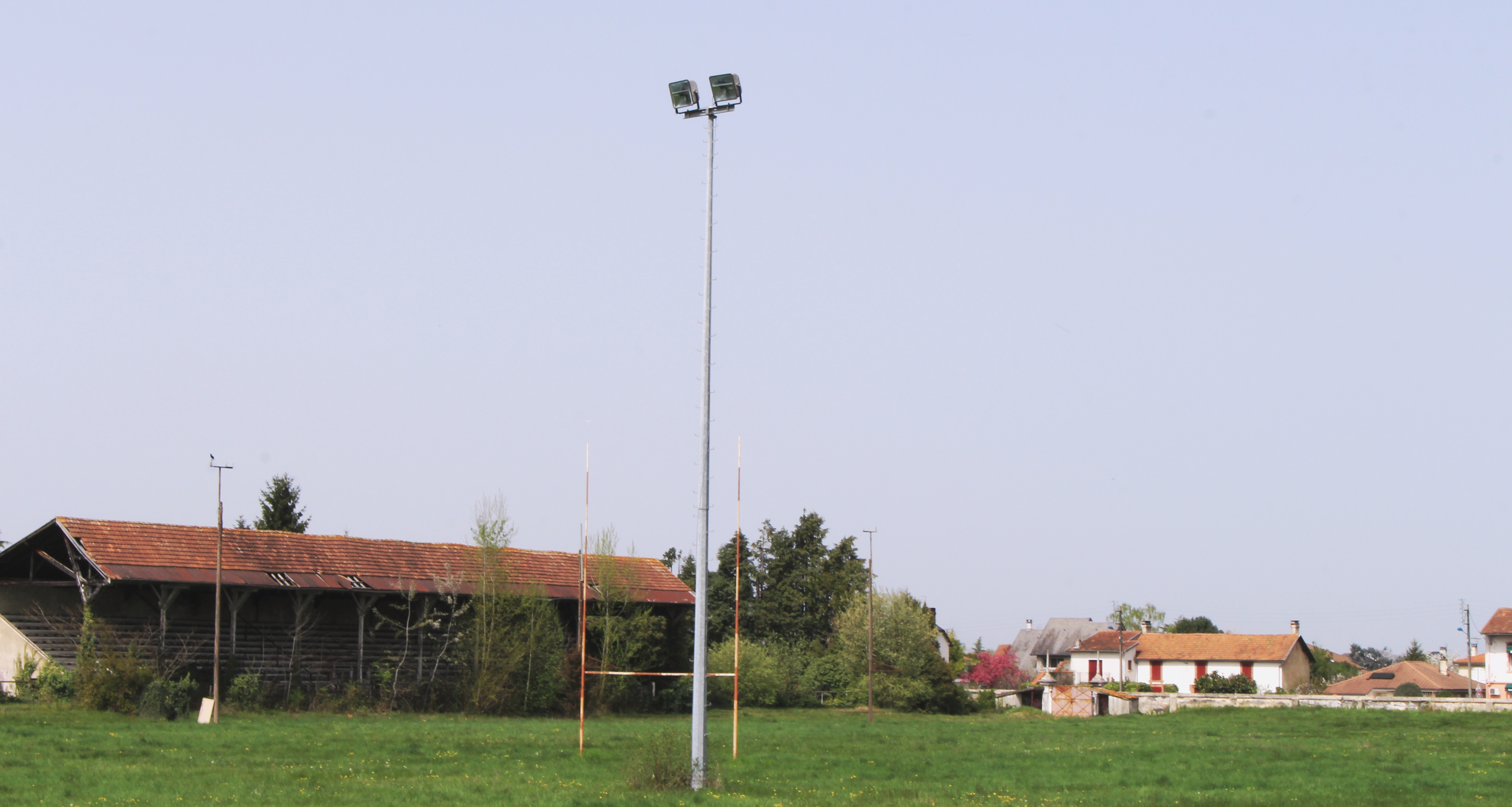
Le stade.
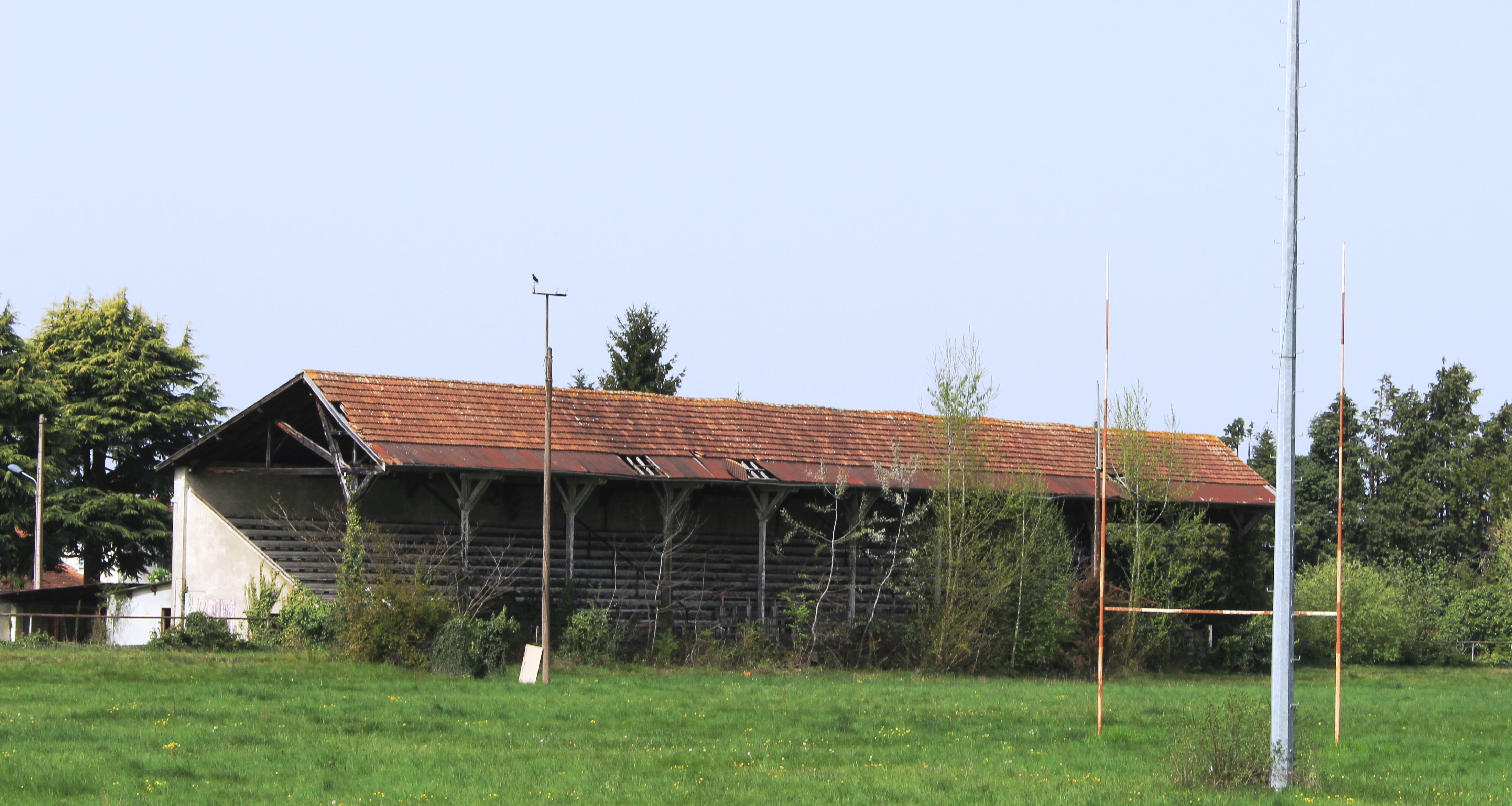
Les tribunes.

## Annexe